# 武藤浩史
武藤 浩史（むとう ひろし、1958年- ）は、英文学者、慶應義塾大学名誉教授。

## 人物・来歴
東京都生まれ。1983年慶應義塾大学文学部英文科卒、90年同大学院博士課程単位取得退学、慶大法学部専任講師、94年助教授、2000年教授。2002年英国ウォリック大学博士課程文学研究科修了、博士号取得。

## 著書
- 『『チャタレー夫人の恋人』と身体知 精読から生の動きの学びへ』筑摩書房 2010
- 『ビートルズは音楽を超える』平凡社新書 2013
- 『D.H.ロレンス研究　小説・思想・本文校訂』慶應義塾大学法学研究会 2022

### 共編著
- 『運動+(反)成長』身体医文化論 榑沼範久共編、慶應義塾大学出版会 2003
- 『愛と戦いのイギリス文化史 1900-1950年』慶應義塾大学出版会 2007

川端康雄・遠藤不比人・大田信良・木下誠共編

### 翻訳
- D・H・ロレンス『海とサルデーニャ 紀行・イタリアの島（英語版）』晶文社 1993、オンデマンド版2007／ちくま学芸文庫 2025.2
- フォード・マドックス・フォード『かくも悲しい話を… 情熱と受難の物語（英語版）』彩流社 1998
- トム・ベイカー『ブタをけっとばした少年（英語版）』新潮社 2000
- D.H.ロレンス『チャタレー夫人の恋人』ちくま文庫 2004
- 『ドナルド・キーン著作集 第十巻 自叙伝 決定版』新潮社 2014。最終章を担当
- 『D.H.ロレンス幻視譚集』平凡社ライブラリー 2015
- D.H.ロレンス『息子と恋人（英語版）』小野寺健共訳 ちくま文庫 2016
- マーガレット・ドラブル『昏い水』新潮社・新潮クレスト・ブックス 2018
- サミュエル・バトラー『エレホン』新潮社 2020